# 终南乡
终南乡，中华人民共和国湖南省岳阳市华容县下属的一个镇，位于华容县中南部。

## 建制沿革
- 1956年，设终南乡；
- 1958年，属南山公社；
- 1961年，析置终南公社；
- 1983年，改置终南乡；
- 1993年，驻地由鱼口迁至终南山。

## 行政区划
终南乡下辖1个工矿区、22个行政村、4个场。
- 终南鱼口工矿区
- 鱼口村、老港村、八岭村、夏家村、瓦圻村、团湖村、终南村、禹山村、五谷村、白鹿村、东湖村、松树村、蓼兰村、北局村、砂山村、北里村、高圻村
- 茶场、桑场、张家窖渔场、黄石当渔场